# 董宜胜
董宜胜（1941年—），徐州萧县人，中国人民解放军将领、中国人民解放军中将。 
1996年，授予中国人民解放军中将，曾任国防大学副政治委员、总后勤部副政治委员。